# CDC 6600
CDC 6600 — перший у світі суперкомп'ютер, розроблений і створений американською компанією Control Data Corporation у 1963 році під керівництвом талановитого інженера-електронщика Сеймура Крея, названого згодом «батьком суперкомп'ютерів».

## Історія створення
В пошуках більш спокійної обстановки для роботи над CDC 6600, Крей зі своєю командою з 30 інженерів у липні 1962 року переїхав в місто свого дитинства Чіппева Фоллс в окрему лабораторію, подалі від штаб-квартири CDC у Міннеаполісі. У CDC 6600 Крей замість германієвих застосував планарні кремнієві транзистори Fairchild Semiconductor. Завдяки більш високій швидкості перемикання логічних вентилів, побудованих на цих транзисторах, вдалося значно підвищити швидкодію комп'ютера і сильно спростити його схему. Незважаючи на те, що кремнієві транзистори витримують набагато більш високі робочі температури, ніж германієві, через високу щільність упаковки 400 000 логічних елементів комп'ютера з метою скорочення довжини електричних ланцюгів в CDC 6600 Крею довелося задуматися над відведенням тепла — повітряної вентиляції виявилося недостатньо. Інженер Дін Роуш (Dean Roush) розробив систему охолодження, яка з допомогою алюмінієвих радіаторів відводила тепло від друкованих плат з транзисторами до трубок, по яких циркулював фреон, як у справжньому холодильнику. Також у роботі над CDC 6600 Крею допомагав інженер Джим Торнтон.
До середини 1963 року CDC 6600 був готовий, і перші тести показали, що він працює в 50 разів швидше CDC 1604. Високої швидкості вдалося домогтися завдяки кільком новаторським рішенням: на відміну від поширеної тоді схеми в CDC 6600 головний процесор комп'ютера виконував тільки логічні і арифметичні операції. Робота з периферійними пристроями була покладена на 10 «периферійних процесорів», головне призначення яких було «згодовувати» дані з пристроїв введення центрального процесора і забирати результати для відправлення на пристрої виводу. Це дозволило розвантажити центральний процесор, скоротити набір його машинних команд до мінімуму і зробити їх виконання дуже швидким, тобто практично реалізувати ідею, яка пізніше, в 1970-х роках, була втілена в RISC-процесорах. Крім того в центральному процесорі був конвеєр команд — новинка в комп'ютерній індустрії, яка вже була реалізована в деяких комп'ютерах компаній-конкурентів (ILLIAC II, IBM 7030 Stretch).

## Успіх на ринку
22 серпня 1963 року в Chippewa Labs комп'ютер був представлений обраному колу журналістів. Саме по відношенню до CDC 6600 вперше було використано слово «суперкомп'ютер». CDC 6600 був в 3 рази швидше за свого головного конкурента — комп'ютера IBM Stretch — за набагато нижчої ціни — трохи більше 7 млн доларів США проти 13 млн за IBM Stretch. Це справило настільки глибоке враження на керівника компанії IBM Томаса Вотсона молодшого, що в історію увійшов знаменитий текст його внутрішнього меморандуму від 28 серпня 1963 року:
| Минулого тижня Control Data провела прес-конференцію, на якій вона офіційно оголосила про випуск своєї системи 6600. Наскільки мені відомо, в лабораторії, де була розроблена система, працює всього 34 людини, «включаючи прибиральника». З них 14 — інженери, 4 — програмісти, і тільки одна людина має ступінь доктора наук — досить молодий програміст. На відвідувача лабораторія справила враження своєю ефективністю, відношенням до роботи і високою мотивацією. Порівнюючи цю вельми скромну команду з нашою власною великою командою розробників, я не можу зрозуміти, чому ми втратили наше лідерство, давши можливість комусь іншому запропонувати на ринку найшвидший у світі комп'ютер. На нараді в Дженні Лейк, я думаю, в першу чергу треба буде обговорити, що ми робимо не так, і що треба поміняти негайно. Оригінальний текст (англ.) Last week Control Data had a press conference during which they officially announced their 6600 system. I understand that in the laboratory developing this system there are only 34 people, «including the janitor». Of these, 14 are engineers and 4 programmers are, and only one person has a Ph.D., a relatively junior programmer. To the outsider, the laboratory appeared to cost conscious, hard working and highly motivated. Contrasting this modest effort with our own vast development activities, I fail to understand why we have lost our industry leadership position by letting someone else offer the world's most powerful computer. At Jenny Lake, I think top priority should be given to a discussion as to what we are doing wrong and how we should go about changing it immediately. |

Заочно вступаючи в полеміку з Вотсоном, Крей відповів: «Схоже пан Вотсон сам відповів на своє питання», натякаючи на те, що в IBM працює дуже багато людей.
Перші серійні CDC 6600 працювали нестабільно: незважаючи на всі вжиті зусилля по охолодженню, після 8-9 годин роботи комп'ютер перегрівався до 170 градусів і переставав працювати. Виправлення недоліків призводило до затримок постачань комп'ютерів замовникам, чим в свою чергу скористалися конкуренти і головним чином компанія IBM, яка вирішила відвоювати ринок наукових суперкомп'ютерів у CDC.
Збірка комп'ютерів CDC 6600 була доручена заводу CDC в передмісті міста Сент-Пол — Arden Hills. Крей наполіг на тому, щоб перші п'ять машин були зібрані працівниками його лабораторії, а працівники заводу з Arden Hills були присутні при складанні та переймали досвід. Машини з серійного номера 6 і вище збиралися вже на заводі в Arden Hills:111.

## Серія 6000 і наступники
На основі CDC 6600 надалі випускалася ціла лінійка менш дорогих, але значно повільніших комп'ютерів під загальною назвою «серія 6000»: CDC 6400 (квітень 1966), CDC 6500 (жовтень 1967), CDC 6700 (жовтень 1969).. Продовженням лінії повинен мав стати комп'ютер CDC 6800, але Сеймур Крей відмовився від простого удосконалення старої моделі і створив новий комп'ютер на його основі — CDC 7600, який став наступним етапом в історії розвитку суперкомп'ютерів.

## CDC 6600 у СРСР
Радянський Союз в 1968 році виявляв неформальну зацікавленість в імпорті комп'ютера CDC 6600 для Інституту фізики високих енергій в м. Протвино для аналізу даних експериментів на прискорювачі У-70, який на той момент був найпотужнішим у світі. Натомість СРСР був готовий поділитися результатами аналізу з вченими США. Уряд США не дав згоду на цю операцію, побоюючись, що комп'ютер може бути таємно використано СРСР для розробки ядерної зброї. В результаті були закуплені англійські машини компанії ICL, які за своїми характеристиками наближалися до CDC 6600.
Навесні 1969 року компанія CDC звернулася до уряду США із запитом на експортну ліцензію для постачання CDC 6400 у м. Єреван для обробки експериментальних даних 6 ГеВ електронного синхротрона АРУС. В ліцензії після довгих вагань було відмовлено влітку 1970 року.
У 1972 році машина CDC 6200 була встановлена в Об'єднаному інституті ядерних досліджень м. Дубна під наглядом Координаційного комітету з експортного контролю. У 1974 році вона була розвинена до моделі CDC 6400, а на наступний рік і до багатопроцесорної CDC 6500.

## Цікаві факти
- У 1966 році США відмовило компанії CDC в експортній ліцензії комп'ютера CDC 6600 для Французького атомного агентства, щоб перешкодити Франції в їхній атомній програмі[10].

## Фотографії CDC 6600

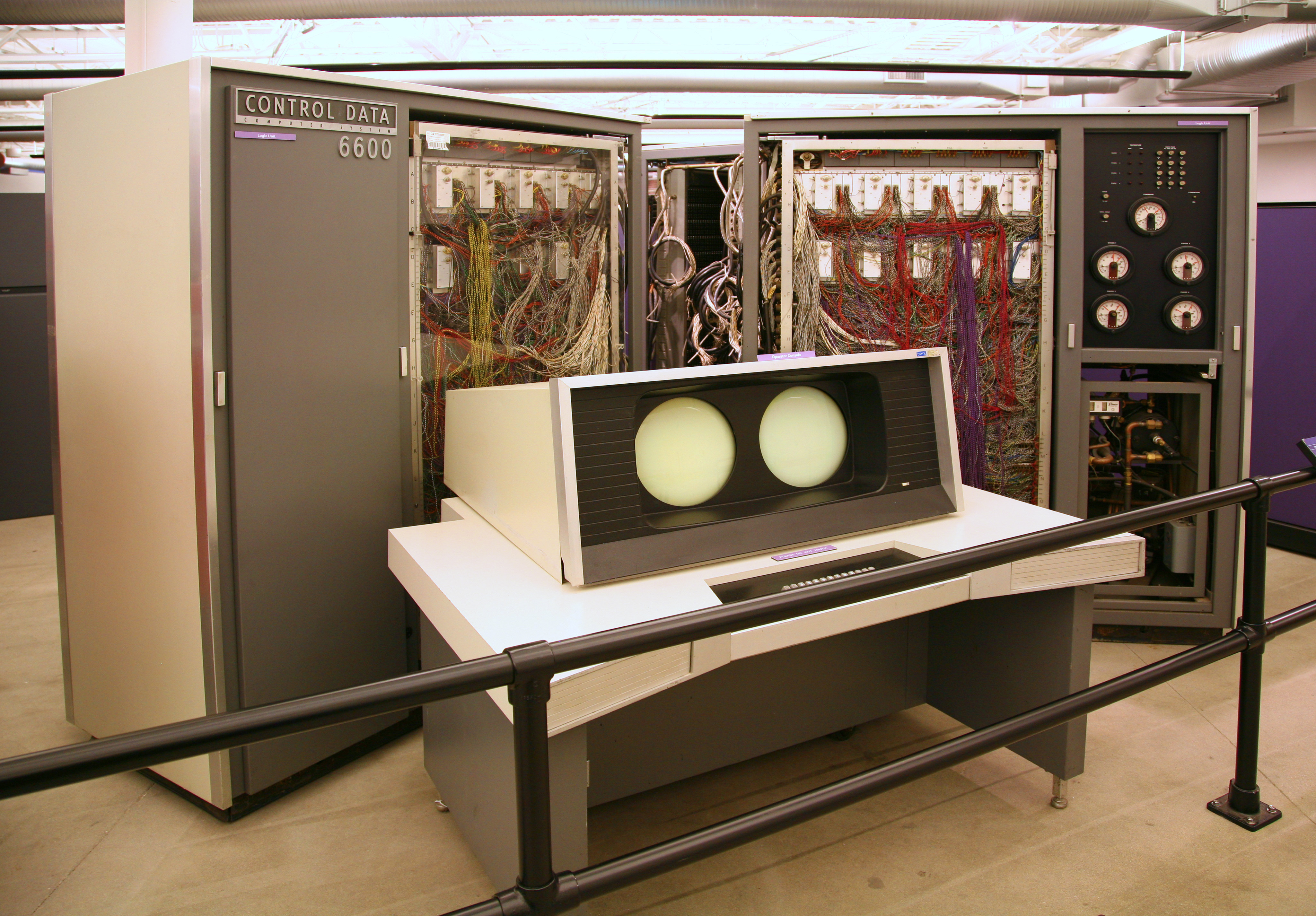
Консоль управління та модульні стійки на задньому плані
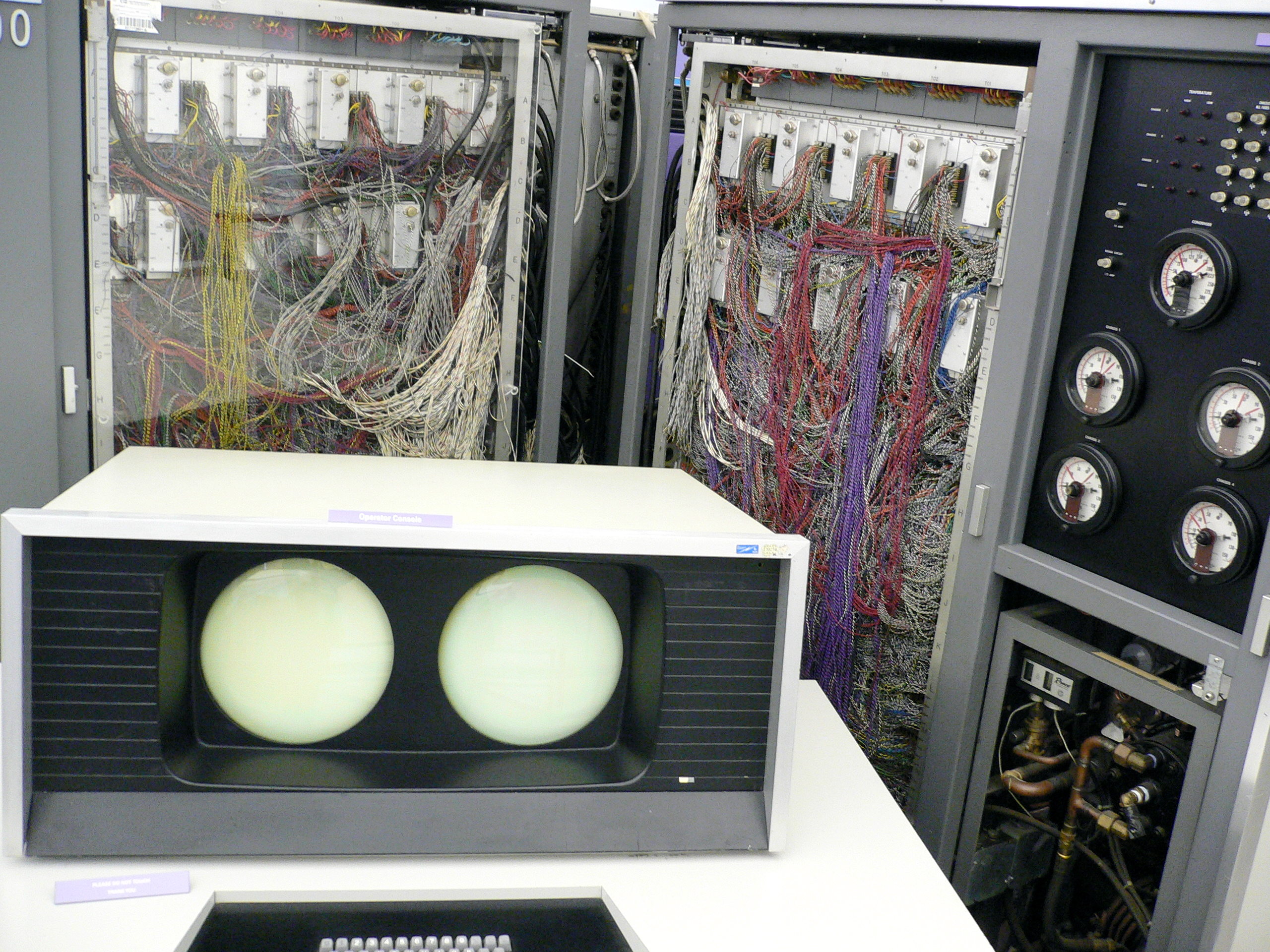
Консоль керування та модульні стійки
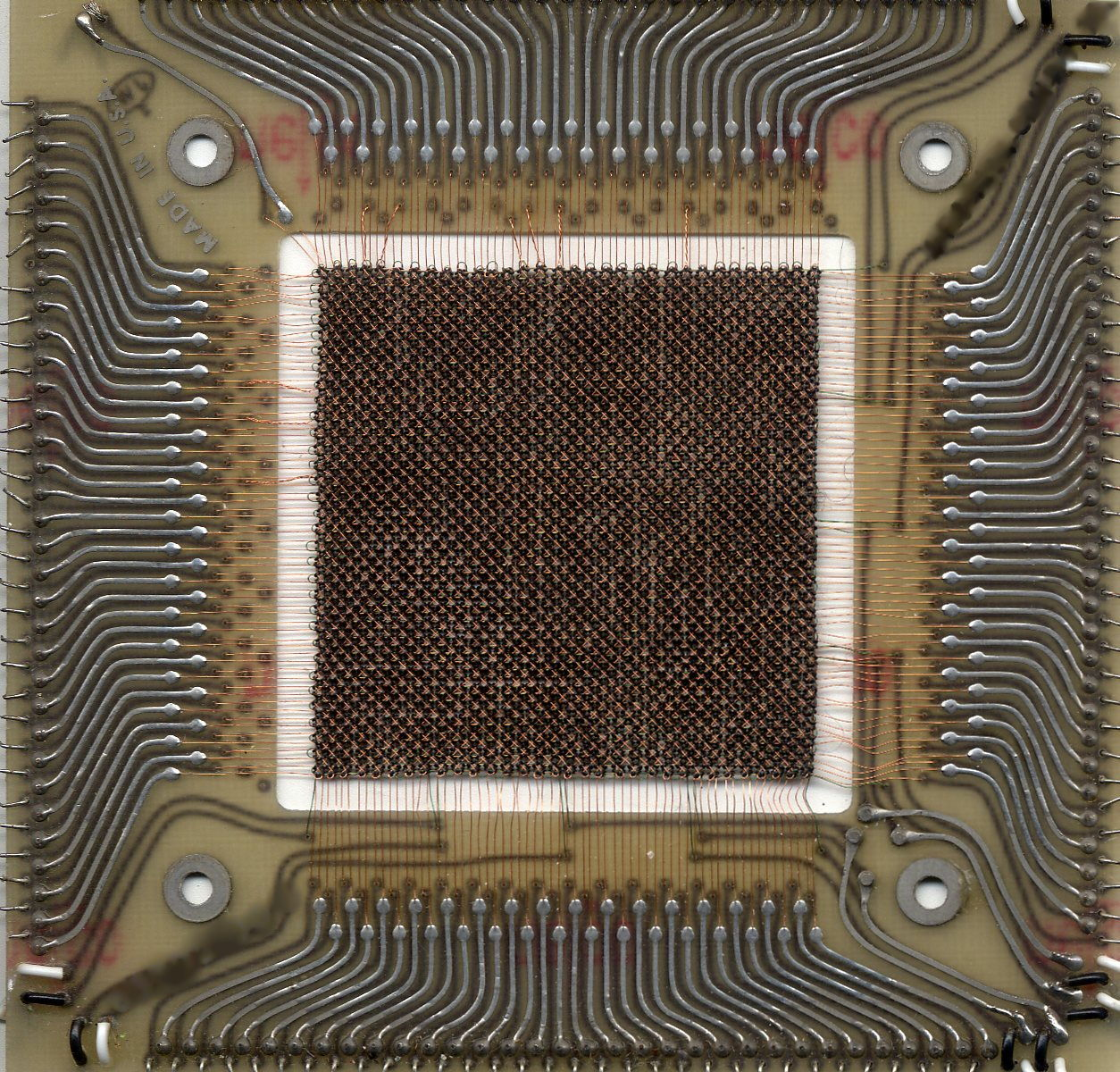
Модуль феромагнітної пам'яті
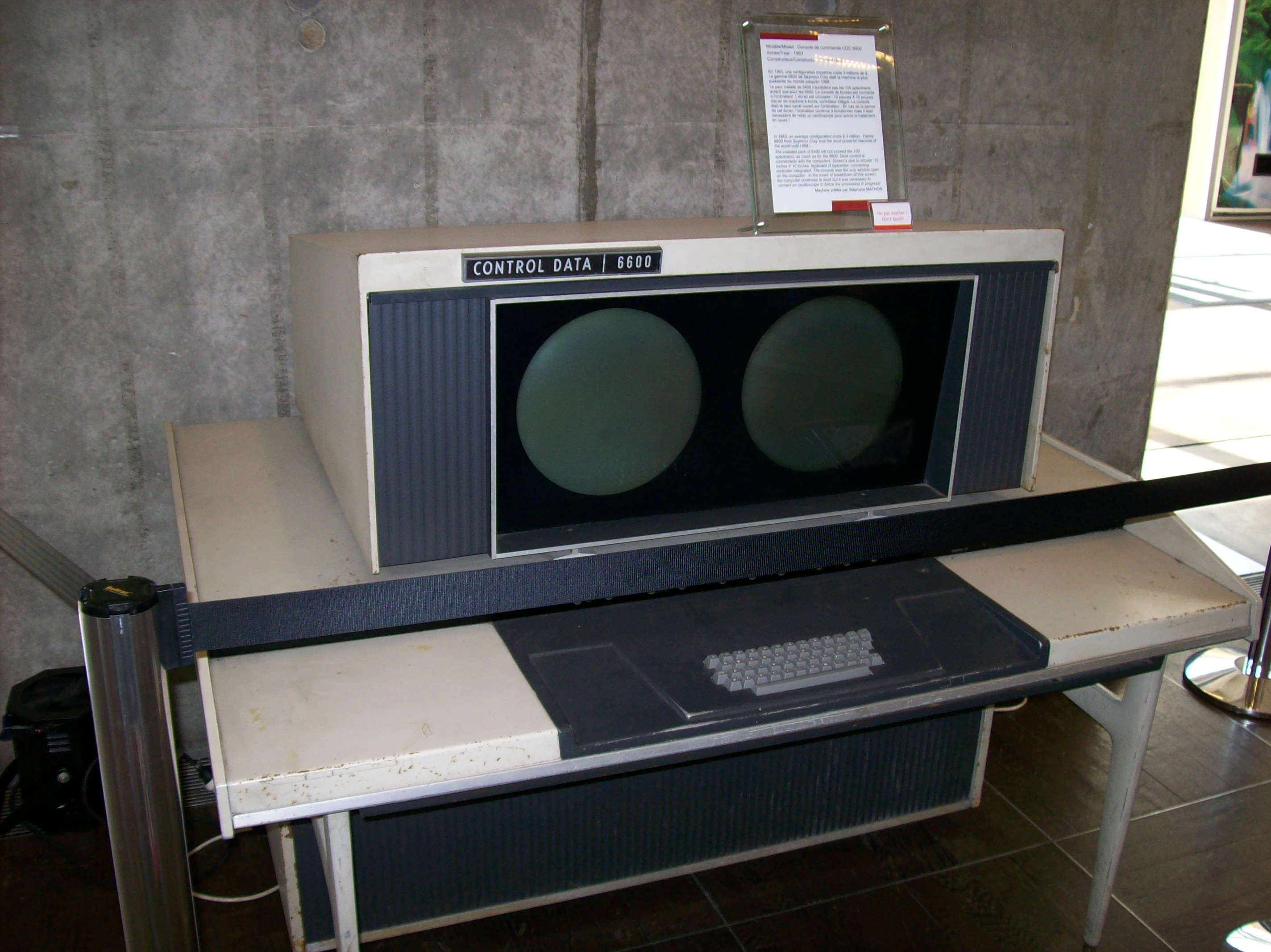
Консоль керування,  виставлена в Парижі в Le Defense